# Steven Ogg
Steven Ogg (Calgary, 4 de noviembre de 1973) es un actor de televisión y voz canadiense, conocido por interpretar a Trevor Philips en el videojuego de Rockstar Games Grand Theft Auto V y a Simon en The Walking Dead. También ha participado en algunas series de televisión reconocidas como Snowpiercer, Better Call Saul, Ley y orden, y Westworld.

## Carrera
Ogg comenzó su carrera como actor en una película para el National Film Board of Canada, antes de trabajar en varias producciones teatrales, en el año 1999. Inicialmente se había centrado en seguir una carrera en el deporte, pero una lesión le impidió hacerlo. Después de trasladarse a la ciudad de Nueva York, comenzó a actuar en series de televisión como Ley y orden y Turno de guardia, además de varias obras de teatro y actuaciones de voz. Después de tomarse un descanso en el mundo de la actuación durante varios años para construirse una casa, fue contratado por Rockstar Games para encarnar al personaje de Trevor Philips en el videojuego Grand Theft Auto V. Su interpretación en este último fue aclamada por la crítica y recibió numerosas nominaciones a varios premios y la oportunidad de trabajar en nuevos proyectos de largometrajes y series destacadas como Better Call Saul y The Walking Dead.

## Filmografía

### Cine
| Año  | Producción                         | Personaje        | Notas |
| ---- | ---------------------------------- | ---------------- | ----- |
| 1999 | Giving it Up                       | Andre            |       |
| 2002 | Philipp Kradow                     | Philipp Kradow   |       |
| 2002 | Fatal Impact                       | Joey             |       |
| 2002 | Welcome To Welcome                 | David            |       |
| 2003 | Mail Order Bride                   | Pavel            |       |
| 2015 | He Never Died                      | Alex             |       |
| 2015 | Black Dog, Red Dog                 | Joe, Sr.         |       |
| 2015 | The Escort                         | Warren           |       |
| 2018 | Solis                              | Troy Holloway    |       |
| 2018 | Patient 001                        | Head Attendant   |       |
| 2019 | The Short History of the Long Road | Clint            |       |
| 2022 | Hacia la Libertad                  | Sergeant Howard  |       |
| 2022 | V/H/S/99                           | The Host         |       |
| 2023 | Orgami                             | Stranger         |       |
| 2023 | The Dresden Sun                    | Crilenger        |       |
| 2023 | The Gost Trap                      | James Eugley Sr. |       |
| 2023 | Hazard                             | -                |       |
| 2023 | All the Lost Ones                  | Mikael           |       |
| 2023 | Now I See                          | Walker Donley    |       |
| 2023 | Hazard                             | Carl             |       |

### Televisión
| Año         | Título                        | Personaje                                                 | Notas                            |
| ----------- | ----------------------------- | --------------------------------------------------------- | -------------------------------- |
| 2000        | Ley y Orden                   | Mark Vee                                                  | 1 episodio (Temp. 10, Ep. 20).   |
| 2001        | Turno de guardia              | Francotirador                                             | 1 episodio (Temp 2, Episodio 11) |
| 2013        | Imborrable                    | Larry Yablonski                                           | 1 episodio (Temp. 2, Ep. 3)      |
| 2013        | Person of Interest            | Chuck                                                     | 1 episodio (Temp. 3, Ep. 1)      |
| 2014        | Los misterios de Murdoch      | Bat Masterson                                             | 1 episodio (Temp. 8, Ep. 3)      |
| 2014        | Broad City                    | Creepy Locksmith                                          | 1 episodio (Temp. 1, Ep. 4)      |
| 2016        | Rush: Inspired by Battlefield | James Braddock                                            | 10 episodios (Temporada 1)       |
| 2017        | Stan Against Evil             | Werepony                                                  | 1 episodio (Temp. 2, Ep. 3)      |
| 2016 - 2018 | The Walking Dead              | Simon                                                     | 13 episodios (Temporadas 6 - 8)  |
| 2019        | La Garrapata                  | Flexon                                                    | 6 episodios (Temporada 2)        |
| 2017 - 2019 | OK K.O.! Let's Be Heroes      | Profesor Venenoso Shadowy Figure Laserblast Lord Venenoso | 6 episodios Temporada 2          |
| 2015 - 2020 | Better Call Saul              | Sobchak                                                   | 2 episodios (Temporadas 1 - 5)   |
| 2020 - 2022 | Snowpiercer                   | Pike                                                      | 18 episodios (Temporadas 1 - 3)  |
| 2016 - 2022 | Westworld                     | Rebus                                                     | 7 episodios (Temporadas 1 - 4)   |
| 2022        | Sprung                        | Spike                                                     | 1 episodio (Temp. 1 Ep. 8)       |
| 2023        | Boiling Point                 | Nick                                                      | 1 episodio (Temp. 1 Ep. 1)       |
| 2023        | The Walking Dead: Dead City   | Simon                                                     | 1 episodio (Temp. 1 Ep. 4)       |

### Videojuegos
| Año  | Título                | Personaje      | Notas        |
| ---- | --------------------- | -------------- | ------------ |
| 2008 | Alone in the Dark     | Vinnie         | Voz          |
| 2009 | La Montaña Maldita    | Alex           | Voz          |
| 2013 | Grand Theft Auto V    | Trevor Philips | Voz e imagen |
| 2018 | Red Dead Redemption 2 | Líder Laramie  | Voz          |

### Cortometrajes
| Año  | Título                           | Personaje          | Notas                            |
| ---- | -------------------------------- | ------------------ | -------------------------------- |
| 1999 | The Romantic Comedy with an Edge | Donny Don Don      | Actor, guionista y productor     |
| 2002 | Thousand Dollar Shoes            | Michael Gilligan   |                                  |
| 2013 | Out There                        | Carl               |                                  |
| 2013 | Disgrace                         | The Father         |                                  |
| 2014 | Kingdom Coming                   | James              |                                  |
| 2014 | The Sadman                       | Biff               |                                  |
| 2014 | Chapter 7                        | Dad                |                                  |
| 2015 | Blackwell                        | Walton Briggs      |                                  |
| 2015 | Moondog Airwaves                 | Wolfman            |                                  |
| 2015 | The Book of Ned                  | Dad                |                                  |
| 2016 | GTA VR                           | Trevor Philips     |                                  |
| 2016 | Rematar                          | Uley               |                                  |
| 2017 | OK K.O.! Let's Be Heroes         | Professor Venomous | Voz Cortometraje para televisión |
| 2017 | On the Run                       | Gwin               |                                  |
| 2019 | The Present                      | Mister Russo       |                                  |

## Nominaciones
| Año  | Premio                              | Categoría                 | Producción         | Resultado |
| ---- | ----------------------------------- | ------------------------- | ------------------ | --------- |
| 2013 | Premio Spike VGA                    | Mejor Actor de Voz        | Grand Theft Auto V | Nominado  |
| 2013 | Premio Code Central                 | Mejor Personaje Masculino | Grand Theft Auto V | Nominado  |
| 2013 | Premio Telegraph                    | Mejor Actuación           | Grand Theft Auto V | Nominado  |
| 2014 | Premio BAFTA de Videojuegos         | Mejor Actuación           | Grand Theft Auto V | Nominado  |
| 2014 | Premio NYVCC                        | Mejor Actuación Global    | Grand Theft Auto V | Ganador   |
| 2014 | Premio BTVA Video Game Voice Acting | Mejor Actuación Masculina | Grand Theft Auto V | Nominado  |
| 2014 | Premio BTVA Video Game Voice Acting | Mejor Reparto             | Grand Theft Auto V | Nominado  |
| 2020 | Premios CinEuphoria                 | Premio Honorífico         | The Walking Dead   | Ganador   |